# Perini Navi
Perini Navi è un cantiere navale italiano con sede a Viareggio, operante nella progettazione e produzione di yacht a vela di lusso (Ketch) fondato nei primi anni ottanta da Fabio Perini.
Perini Navi è l'unico cantiere navale al mondo che disegna, sviluppa e produce autonomamente i propri yacht. 
Nel gennaio 2021 la società viene dichiarata fallita e nel dicembre 2021 viene rilevata per 80 milioni, attraverso un'asta, da The Italian Sea Group.

## Storia

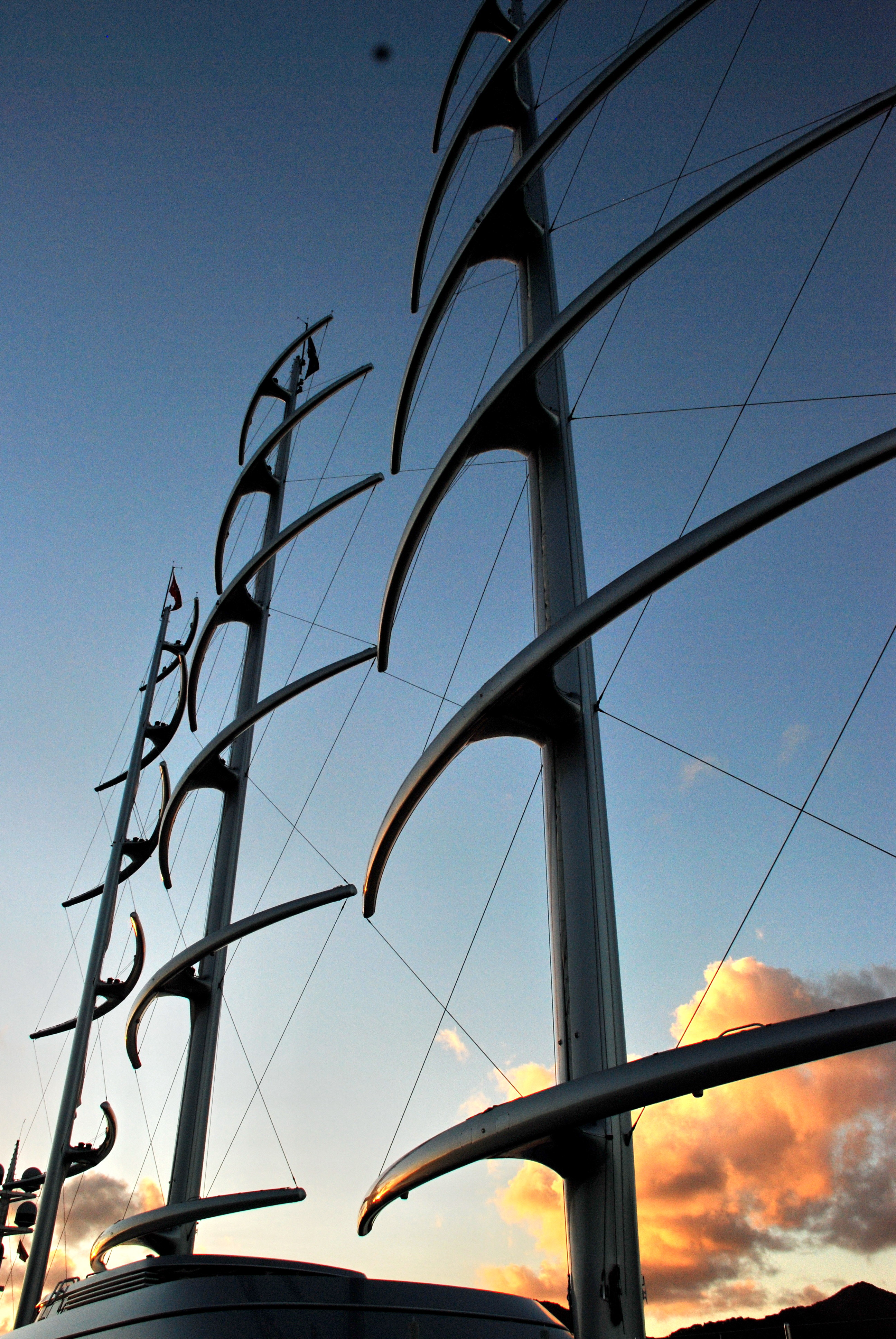
Gli alberi del Maltese Falcon

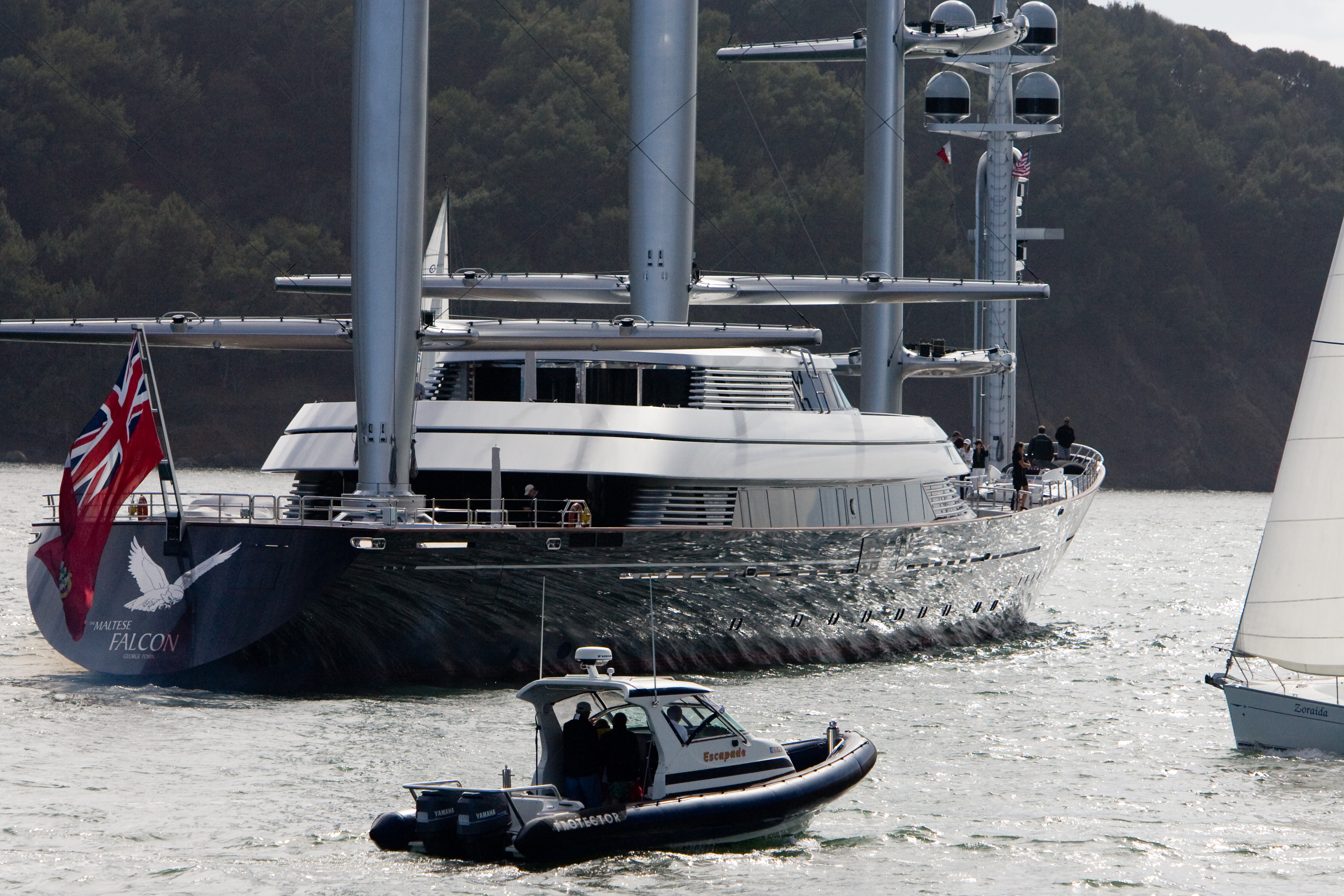
Il Maltese Falcon a San Francisco

### Gli inizi
Il cantiere navale Perini Navi è fondato nei primi anni ottanta, dall'imprenditore lucchese Fabio Perini, già operante nel settore dell'industria cartaria (Fabio Perini S.p.A.).
Fabio Perini si avvicina al mondo della nautica grazie alla sua capacità inventiva: ispirandosi a macchinari che avvolgono la carta, Perini inventa i reel captive winch, un sistema di verricelli automatici, mossi da motori elettrici controllati elettronicamente, che permettono alla Perini Navi di essere la prima azienda capace di produrre barche di grandi dimensioni gestibili da un equipaggio ridotto.
La prima nave varata, nel 1983, è stata la Felicità (oggi Clan VI): uno yacht a vela lungo 40 metri che, grazie ai sistemi inventati da Fabio Perini, può essere manovrato da una sola persona.
Nel 1987 la Perini Navi si stabilisce nella attuale sede di Viareggio. Successivamente apre i cantieri navali Yildiz, presso Tuzla, una zona industriale di Istanbul e acquisisce una parte dei Cantieri Navali Beconcini di La Spezia.
Nei primi anni novanta la Perini Navi incorpora i cantieri navali Picchiotti (cantieri navali storici di Limite sull'Arno, la cui tradizione risale al 1600).
Gli scafi delle navi vengono fabbricati in Turchia, mentre il resto della costruzione avviene in Italia, presso i cantieri di Viareggio.
I cantieri di riparazione e manutenzione delle imbarcazioni si trovano nel porto Ligure di La Spezia presso i Cantieri Navali Beconcini, a circa 25 miglia nautiche da Viareggio.
La Perini Navi è presente sul mercato statunitense con una filiale negli Stati Uniti, la Perini Navi USA di Portsmouth, Rhode Island.

### Cambio di proprietà
Nel 2017, dopo un periodo difficile, entra nel capitale dell'azienda con il 49,99% attraverso la Fenix srl e con un investimento di una ventina di milioni di euro, Edoardo Tabacchi, discendente di una dinastia degli occhiali e appartenente al ramo familiare uscito anni fa dal gruppo Safilo per poi concentrarsi su Salmoiraghi & Viganò (venduta nel 2016 a Luxottica). Nell'estate 2018 Tabacchi acquisisce un'altra quota della società raggiungendo con il 75% il controllo dell'azienda mentre Perini resta, attraverso la Faber Group, come azionista di minoranza con il 25%. Dice Tabacchi: "Vogliamo essere una eccellenza, una nicchia di altissima qualità come lo è Hermes nella moda".
Presidente e amministratore delegato è nominato Lamberto Tacoli,
presidente anche di Nautica Italiana. La strategia per la crescita è di allargare la gamma anche alle barche a vela da 40 a 50 metri e di arrivare ad un fatturato ottenuto per metà dalla vela e per metà dal motore (la divisione motori è stata riunita sotto l'unico marchio Perini abbandonando quindi il vecchio marchio Picchiotti).
Nel maggio 2020 la società ottiene il concordato in bianco dal Tribunale di Lucca che dà anche una proroga ai primi di gennaio 2021 per la presentazione del piano di rilancio. Alla fine di gennaio la dichiarazione di fallimento e la nomina di Franco Della Santa come curatore.

## Le navi Perini
La Perini Navi disegna, progetta e realizza yacht di lusso di grandi dimensioni a vela, solitamente con due alberi (Checchia).

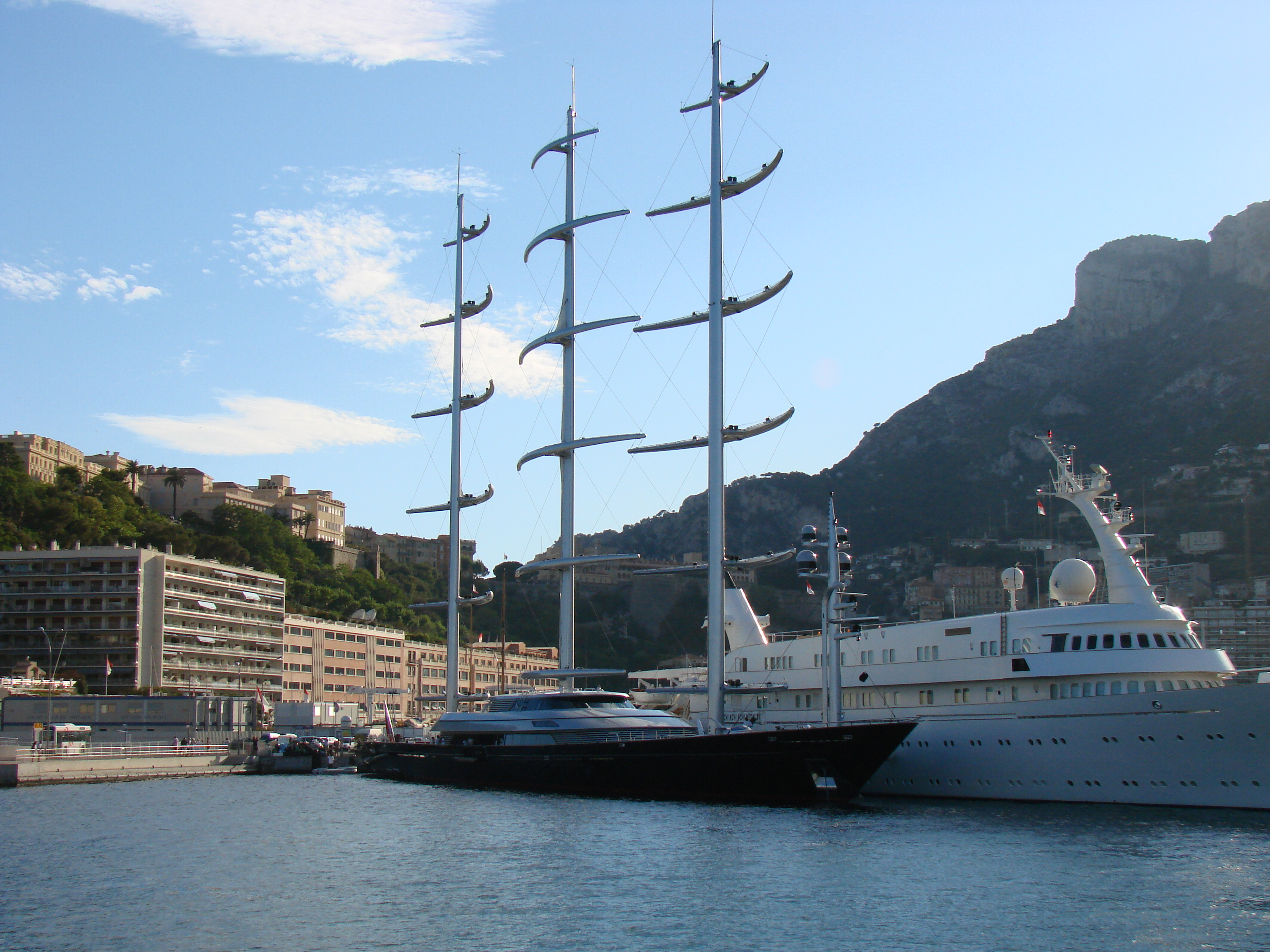
Il Maltese Falcon ancorato a Montecarlo

Dal 1983 e ad oggi la Perini Navi ha varato 61 grandi imbarcazioni con lunghezze variabili dai 40 metri agli oltre 80 metri.
La barca più grande e prestigiosa, varata nel 2006 dal cantiere viareggino, è il Maltese Falcon: una nave a tre alberi lunga 88 metri. Nel 2016, Perini Navi ha varato il 70m Sybaris, Sailing Yacht of the Year nel 2017.
Della Perini Navi anche il Bayesian, monoalbero da 56 metri, affondato in provincia di Palermo nell’estate del 2024 con diversi uomini di affari britannici ed americani a bordo.

## Perini Navi Cup
Dal 2004 la Perini Navi tiene la Perini Navi Cup, una regata riservata ai velieri Perini. L'edizione 2015, la sesta dopo quelle del 2004, 2006, 2009, 2011 e 2013 si è tenuta tra il 3 e il 5 settembre a Porto Cervo, in Sardegna. La vittoria è andata alla nave Rosearthy.